# Teodorico di Alsazia
Teodorico di Alsazia, (in francese Thierry d'Alsace, in tedesco Dietrich von Elsass, in fiammingo, Diederik van den Elzas (1099 circa – Gravelines, 18 gennaio 1168), è stato un cavaliere medievale tedesco,  signore di Bitche, in Alsazia e poi conte delle Fiandre dal 1128 alla sua morte.

## Origine
Secondo il Cartulaire de l'Abbaye de Saint-Bertin, Teodorico era il figlio primogenito del Duca di Lorena, Teodorico II e della sua seconda moglie, Gertrude delle Fiandre (fra il 1070 e il 1080-1117), che ancora secondo il Cartulaire de l'Abbaye de Saint-Bertin e la Genealogica Comitum Flandriæ Bertiniana, Continuatio, era figlia del conte delle Fiandre, Roberto I e di Gertrude di Sassonia, figlia del duca di Sassonia, Bernardo II.
Secondo la Genealogica ex Stirpe Sancti Arnulfi descendentium Mettensis, Teodorico II di Lorena era il figlio maschio primogenito del Conte di Metz e Chatenoy e Duca di Lorena, Gerardo e di Edvige di Namur, che, ancora secondo la Genealogica ex Stirpe Sancti Arnulfi descendentium Mettensis era figlia del Conte Alberto I di Namur, e di Ermengarda, figlia del carolingio, Carlo I di Lorena, Duca della Bassa Lorena (Lotaringia).
 Teodorico di Alsazia era cugino primo dei conti delle Fiandre, Baldovino VII e Carlo I.

## Biografia
Suo padre, Teodorico II di Lorena morì nel 1115; secondo L'obituaire de l'abbaye de Saint-Mansuy-lès-Toul, Teodorico (Theodoricus dux) morì il 30 dicembre (30-XII), e, nel Ducato di Lorena, a Teodorico II succedette il fratellastro di Teodorico, il figlio primogenito di primo letto, Simone, mentre Teodorico fu signore di Bitche.
Il 2 marzo 1127, il conte delle Fiandre, Carlo I il Buono, senza eredi legittimi, venne assassinato nella chiesa di San Donaziano a Bruges, mentre era intento alle sue devozioni. I pretendenti, oltre a Teodorico di Alsazia, che, con il defunto conte, poteva vantare un rapporto di parentela molto stretto, erano molti, Guglielmo Cliton, Guglielmo di Ypres, Arnoldo di Danimarca, Baldovino IV di Hainaut ed altri tra cui, Goffredo il Barbuto, duca del Brabante, ma il re di Francia, Luigi VI, chiamato dai fiamminghi, per sovraintendere all'elezione, si precipitò ad Arras, e convocò i notabili fiamminghi perché eleggessero il suo candidato, suo cognato, Guglielmo Cliton. Guglielmo venne eletto e fu subito confermato da Gand, Bruges, Lilla, Saint-Omer ed assieme al re si avviò verso Bruges, attraversando buona parte della contea, accolto con entusiasmo. A Bruges vennero catturati e giustiziati gli assassini di Carlo I il Buono.
Guglielmo attuò però una politica poco attenta alle esigenze dei borghesi predominanti nelle città fiamminghe e in poco tempo i suoi rivali presero coraggio ed in particolare, Teodorico di Alsazia, che, prima conquistò Lilla e Gand, poi prese anche il controllo di Bruges e fu, di fatto, eletto nuovo conte, e nel febbraio 1128, anche per gli aiuti finanziari che lo zio di Guglielmo Cliton, il re d'Inghilterra, Enrico I Beauclerc concedeva ai nemici di suo nipote, quasi tutte le Fiandre erano per Teodorico che, di fatto, era considerato il nuovo conte e si era trincerato a Lilla. Guglielmo, ridotto ad una parte del sud della contea, tramite il re di Francia, aveva fatto scomunicare Teodorico,  e, con l'appoggio di molti nobili, passò al contrattacco e il 21 giugno, alleatosi con Goffredo il Barbuto, sconfisse Teodorico a Tielt e poi al castello di Oostkamp. Teodorico allora era fuggito da Lilla per rinchiudersi ad Alost. Guglielmo e Goffredo, il 12 luglio, posero l'assedio ad Alost, ma, durante l'assedio, in una scaramuccia con alcuni fanti nemici Guglielmo, il 28 luglio, venne ferito ad un braccio, la ferita andò in gangrena e Guglielmo, il 9 agosto, morì, mentre secondo gli Obituaires de Sens Tome II, era morto il 29 luglio (IIII kal. aug.).
Con la morte di Guglielmo, senza eredi, Teodorico, dopo essersi installato a Gand, fu riconosciuto conte, come Teodorico I, da tutta la contea. Il re di Francia Luigi VI dovette accettare il fatto compiuto e così Teodorico I succedette a Guglielmo; la maggior parte delle città, che, con Carlo il Buono, godeva di giurisdizione e amministrazione proprie, approfittando della lotta tra Guglielmo e Teodorico, consolidò ulteriormente la loro autonomia.
Nel 1132, togliendo le ultime speranze all'ultimo pretendente rimasto a contrastarlo, Baldovino IV di Hainaut, Teodorico prestò l'atto di omaggio al re di Francia, Luigi VI.
Secondo lo Storico britannico, Steven Runciman, noto medievalista e bizantinista, nel suo Storia delle Crociate (non consultato), Teodorico si recò diverse volte in Terra santa, e nel primo viaggio che fece, negli anni 1138 e 1139, dopo aver preso parte alla conquista di Cesarea di Filippo, che gli valse prima la stima del Re di Gerusalemme, Folco il Giovane e poi la mano di sua figlia, Sibilla d'Angiò (circa 1112-1165), che era stata per un breve periodo la moglie di Guglielmo Cliton.
Dopo aver combattuto, a fianco del suocero, sulle colline del Gilead, a est del Giordano, Teodorico rientrò nelle Fiandre.
Nel 1147, lasciato il governo della contea delle Fiandre alla moglie, Sibilla, Teodorico partecipò alla seconda crociata, al seguito del re e della regina di Francia, Luigi VI e Eleonora d'Aquitania, duchessa d'Aquitania, distinguendosi sia al passaggio del fiume Meandro, che alla battaglia di Attalia. Dopo essere stati sconfitti, nel 1147, a Dorileo e a Laodicea, nel 1148, raggiunta Acri, Teodorico partecipò alla riunione tra Luigi VII, l'imperatore del Sacro Romano Impero, Corrado III, e il re di Gerusalemme, Baldovino III, in cui fu deciso l'attacco a Damasco. Damasco fu assediata, ma le controversie sorte tra i crociati per stabilire il futuro signore di Damasco e l'abile corruzione, molto probabilmente, esercitata dall'emiro saraceno fecero sì che l'impresa fosse abbandonata e Corrado III fece ritorno in patria.
Ritornato in patria, nel 1150, appreso che, durante la sua assenza, Baldovino IV di Hainaut aveva invaso e saccheggiato le Fiandre (Sibilla in compenso aveva saccheggiato l'Hainaut). Teodorico invase allora l'Hainaut e sconfisse Baldovino IV a Bouchain. La pace che seguì fu rafforzata dal matrimonio tra la figlia di Teodorico, Margherita e il figlio di Baldovino IV, anche lui di nome Baldovino.
Lasciato il figlio Filippo a governare le Fiandre, Teodorico, assieme alla moglie, Sibilla, nel 1157, compì il terzo viaggio in Palestina, come ci viene confermato dagli Annales Blandinienses. Questa volta si unì al proprio cognato, Baldovino III di Gerusalemme, nella conquista di Cesarea sull'Oronte. L'impresa pareva sicura ma durante l'assedio Teodorico e il principe di Antiochia, Reginaldo di Chatillon, litigarono per il possesso della città, non ancora conquistata, creando un dissenso così acuto tra i crociati che abbandonarono del tutto l'assedio.
Teodorico rientrò nelle Fiandre, nel 1159, senza la moglie che si era fatta monaca a Betania, e appena giunto in patria associò il figlio Filippo al governo della contea.
Nel 1164, Teodorico raggiunse la Terra santa per la quarta volta, accompagnò il nuovo re di Gerusalemme il cognato, Amalrico I di Gerusalemme, nelle visite ad Antiochia e a Tripoli.
Al suo ritorno nelle Fiandre, Teodorico adottò nel suo sigillo la palma da datteri contrapposta ad una testa coronata di alloro.
Teodorico, secondo il necrology of the Prieuré de Fontaines (non consultato), morì il 18 gennaio 1168 a Gravelines e, secondo il Flandria Generosa (Continuatio Bruxellensis), gli succedette il figlio primogenito, Filippo. Teodorico fu inumato nell'abbazia di Watten, nelle vicinanze di Saint-Omer.

## Matrimoni e discendenza
Teodorico, come conferma il documento CX del Cartulaire de l'Abbaye de Saint-Bertin, aveva sposato Swanhilde, di cui non si conoscono gli ascendenti, e che, secondo il Flandria Generosa, era una consanguinea.
Da Swanhilde, che morì il 4 settembre 1132, Teodorico ebbe solo una figlia:
- Lauretta delle Fiandre (circa 1130-1175), che sposò, in prime nozze, Ivan, comte d'alosa[27][28], in seconde nozze, nel 1150 circa, Enrico II, duca di Limburgo[28], dopo la separazione del 1152, nello stesso anno, in terze nozze, Rodolfo I, conte de Vermandois[28]. Rimasta vedova, Lauretta si sposò per la quarta volta, nel 1157, con Enrico IV il Cieco, conte di Lussemburgo[28], da cui si separò, nel 1163. Lauretta allora si ritirò nell'abbazia di Forest, vicino a Bruxelles, dove morì[21].

Secondo l'arcivescovo, Guglielmo, della città di Tiro, nell'odierno Libano, nel suo Historia rerum in partibus transmarinis gestarum, Teodorico aveva sposato, in seconde nozze, Sibilla d'Angiò, che Guglielmo di Tiro ce la presenta come figlia femmina primogenita era la figlia femmina secondogenita del conte d'Angiò e conte di Tours, conte consorte e poi conte del Maine ed infine reggente del Principato di Antiochia e re consorte del Regno di Gerusalemme, Folco il Giovane, e della contessa del Maine, Eremburga, figlia unica del conte del Maine, Elia I e di Matilde, come riporta nella sua Historia Ecclesiastica, Parte II, Libro IV del monaco e storico medievale, Orderico Vitale, signora di Château-du-Loir, figlia di Gervaso, signore di Château-du-Loir.
Da Sibilla Teodorico ebbe sette figli: 
- Baldovino delle Fiandre (?-prima del 1154), secondo la Genealogica Comitum Flandriæ Bertiniana, Continuatio Leidensis et Divionensis era il primogenito[32], morto in giovane età[33]
- Filippo (?-†1191), secondogenito[33], reggente della contea delle Fiandre (1157-1159), conte consorte di Vermandois dal 1167 e conte delle Fiandre[34], dal 1168.
- Matteo (ca. 1137-1173), terzogenito[33], divenne conte di Boulogne sposando la contessa Maria di Boulogne, nel 1159
- Pietro d'Alsazia (?-†1176[35]), quartogenito[33], che, secondo la Flandria Generosa (Continuatio Bruxellensis) prima divenne vescovo di Cambrai[36], poi rinunciando al pastorale, nel 1174, sposò Matilde di Borgogna, divenendo conte consorte di Nevers[37], da cui ebbe una figlia[37]:
  - Sibilla delle Fiandre (1176-dopo il 1236), che verso il 1193 sposò Roberto di Wavrin
- Gertrude (?-†1186), secondo la Flandria Generosa (Continuatio Claromariscensis) era la femmina primogenita[38], che sposò, nel 1155, Umberto III di Savoia[39], da cui si separò[39], ottenendo il divorzio, nel 1162, poi, dopo il 1158, sposò Ugo d'Oisy[39]. Gertrude, nel 1177, si ritirò in un monastero a Mesen[21], nelle Fiandre
- Margherita (ca. 1145-†1194), secondo la Flandria Generosa (Continuatio Claromariscensis) era la femmina secondogenita[38], che, nel 1160, sposò Rodolfo (1145-1167), conte di Vermandois e di Valois, poi, in seconde nozze, nel 1169, sposò Baldovino V (1150-1195), conte di Hainaut
- Matilde d'Alsazia (?-†1194), che la Genealogica Comitum Flandriæ Bertiniana, Continuatio Leidensis et Divionensis cita, senza nominarla (tres filias)[40], dal 1187, badessa dell'Abbazia di Fontevrault, come ci conferma l'Obituaires de Sens Tome IV, Prieuré de Fontaines[21].

## Ascendenza
|                        |                        |                         | Genitori               |  |  | Nonni |  |  | Bisnonni                  |  |  | Trisnonni            |  |
|                        |                        |                         |                        |  |  |       |  |  | Gerardo IV di Bouzonville |  |  | Adalberto II di Metz |  |
|                        |                        |                         |                        |  |  |       |  |  | Gerardo IV di Bouzonville |  |  | Adalberto II di Metz |  |
|                        |                        | Giuditta                |                        |  |  |       |  |  | Gerardo IV di Bouzonville |  |  |                      |  |
| Gerardo di Lorena      |                        |                         |                        |  |  |       |  |  | Gerardo IV di Bouzonville |  |  |                      |  |
|                        |                        | Gisella                 | …                      |  |  |       |  |  |                           |  |  |                      |  |
|                        |                        | Gisella                 | …                      |  |  |       |  |  |                           |  |  |                      |  |
|                        |                        | Gisella                 | …                      |  |  |       |  |  |                           |  |  |                      |  |
| Teodorico II di Lorena |                        | Gisella                 |                        |  |  |       |  |  |                           |  |  |                      |  |
|                        |                        | Alberto I di Namur      | Roberto I di Namur     |  |  |       |  |  |                           |  |  |                      |  |
|                        |                        | Alberto I di Namur      | Roberto I di Namur     |  |  |       |  |  |                           |  |  |                      |  |
|                        |                        | Alberto I di Namur      | Liutgarda di Metz      |  |  |       |  |  |                           |  |  |                      |  |
| Edvige di Namur        |                        | Alberto I di Namur      |                        |  |  |       |  |  |                           |  |  |                      |  |
|                        |                        | Ermengarda di Lorena    | …                      |  |  |       |  |  |                           |  |  |                      |  |
|                        |                        | Ermengarda di Lorena    | …                      |  |  |       |  |  |                           |  |  |                      |  |
|                        |                        | Ermengarda di Lorena    | …                      |  |  |       |  |  |                           |  |  |                      |  |
| Teodorico di Alsazia   |                        | Ermengarda di Lorena    |                        |  |  |       |  |  |                           |  |  |                      |  |
|                        | Baldovino V di Fiandra | Baldovino IV di Fiandra |                        |  |  |       |  |  |                           |  |  |                      |  |
|                        | Baldovino V di Fiandra | Baldovino IV di Fiandra |                        |  |  |       |  |  |                           |  |  |                      |  |
|                        | Baldovino V di Fiandra | Ogiva di Lussemburgo    |                        |  |  |       |  |  |                           |  |  |                      |  |
| Roberto I di Fiandra   | Baldovino V di Fiandra |                         |                        |  |  |       |  |  |                           |  |  |                      |  |
|                        |                        | Adele di Francia        | Roberto II di Francia  |  |  |       |  |  |                           |  |  |                      |  |
|                        |                        | Adele di Francia        | Roberto II di Francia  |  |  |       |  |  |                           |  |  |                      |  |
|                        |                        | Adele di Francia        | Costanza d'Arles       |  |  |       |  |  |                           |  |  |                      |  |
| Gertrude di Fiandra    |                        | Adele di Francia        |                        |  |  |       |  |  |                           |  |  |                      |  |
|                        |                        | Bernardo II di Sassonia | Bernardo I di Sassonia |  |  |       |  |  |                           |  |  |                      |  |
|                        |                        | Bernardo II di Sassonia | Bernardo I di Sassonia |  |  |       |  |  |                           |  |  |                      |  |
|                        |                        | Bernardo II di Sassonia | Ildegarda di Stade     |  |  |       |  |  |                           |  |  |                      |  |
| Gertrude Billung       |                        | Bernardo II di Sassonia |                        |  |  |       |  |  |                           |  |  |                      |  |
|                        |                        | Eilika di Schweinfurt   | Enrico di Schweinfurt  |  |  |       |  |  |                           |  |  |                      |  |
|                        |                        | Eilika di Schweinfurt   | Enrico di Schweinfurt  |  |  |       |  |  |                           |  |  |                      |  |
|                        |                        | Eilika di Schweinfurt   | Gerberga di Gleiberg   |  |  |       |  |  |                           |  |  |                      |  |
|                        |                        | Eilika di Schweinfurt   |                        |  |  |       |  |  |                           |  |  |                      |  |

### Fonti primarie
- (LA)  Orderici Vitalis, Historia Ecclesiastica, tomus II.
- (LA)  Orderici Vitalis, Historia Ecclesiastica, tomus unicus.
- (LA)  Ordericus Vitalis, Historia Ecclesiastica, vol. IV, liber X - XIII.
- (LA)  Obituaires de la province de Sens. Tome 1.
- (LA)  Obituaires de la province de Sens. Tome 2.
- (LA)  Historia Rerum in partibus transmarinis gestarum.
- (LA)  Guglielmo di Malmesbury, Gesta Regum Anglorum.
- (LA)  Cartulaire de l'abbaye de Saint-Bertin.
- (LA)  Monumenta Germaniae Historica, Scriptores, tomus V.
- (LA)  Monumenta Germaniae Historica, Scriptores, tomus IX.
- (LA)  Monumenta Germaniae Historica, Scriptores, tomus XXV.

### Letteratura storiografica
- Charles Lethbridge Kingsford, Il regno di Gerusalemme, 1099-1291, cap. XXI, vol. IV (La riforma della chiesa e la lotta fra papi e imperatori) della Storia del Mondo Medievale, 1999, pp. 757–782
- Louis Alphen, La Francia: Luigi VI e Luigi VII (1108-1180), cap. XVII, vol. V (Il trionfo del papato e lo sviluppo comunale) della Storia del mondo medievale, 1999, pp. 705–739
- Henry Pirenne, Vita e commercio delle città del nord, cap. XXIII, vol. V (Il trionfo del papato e lo sviluppo comunale) della Storia del mondo medievale, 1999, pp. 930–953